# Arvis FC
Arvis FC (tiếng Mông Cổ: Арвис FC) là một câu lạc bộ bóng đá từ thủ đô Ulaanbaatar của Mông Cổ, hiện đang chơi ở giải Ngoại hạng Mông Cổ. Câu lạc bộ được thành lập vào năm 2010 và lần đầu tiên được thăng hạng lên Giải Ngoại hạng Mông Cổ sau khi vô địch Giải League 1 Mông Cổ năm 2017. Huấn luyện viên trưởng hiện tại là cựu cầu thủ ghi bàn nhiều nhất cho đội tuyển quốc gia và mọi thời đại của Mông Cổ là Donorovyn Lümbengarav.
Câu lạc bộ cũng tổ chức một đội nữ và đã tham gia giải đấu bóng đá nữ Mông Cổ. Họ đã giành chiến thắng trong mùa giải 2016  và 2017  của giải đấu.